# エメルソン・フェレイラ・ダ・ローザ
エメルソン・フェレイラ・ダ・ローザ（Émerson Ferreira da Rosa、1976年4月4日 - ）は、ブラジル・リオグランデ・ド・スル州ベロタス出身の元同国代表サッカー選手。ポジションはMF。

## クラブ経歴
グレミオの下部組織を経て、1994年にトップチームデビューを果たした。2度のリオ・グランデ・ド・スル州選手権、コパ・リベルタドーレスなどの制覇に貢献し、1996年、レコパ・スダメリカーナ、全国選手権等の優勝の原動力となって名を挙げた。
1997年、ヨーロッパの7クラブからオファーを受けたが、バイエル・レバークーゼンへ移籍。まだ21歳であったが、移籍後すぐにレギュラーの座を掴むと1999-00シーズンは5得点、10アシストの成績を記録し、チームは優勝争いも繰り広げた。レバークーゼンではレギュラーとして3シーズンを過ごし、108試合で15得点を挙げた。
2000-01シーズン、20万ーロでASローマへ移籍。しかし、移籍直後のトレーニングで左膝十字靭帯を傷め約6ヵ月の離脱を余儀なくされた。2001年1月28日のナポリ戦でようやく公式戦デビューを果たした。以降、チームの中心選手の一人としてリーグ優勝に貢献した。その後も2004年まで在籍した。
2004-05シーズンにそのカペッロ監督がローマからユヴェントスに移籍すると、フロントにエメルソン獲得を要求、多少契約時に問題が発生したが、結局2800万ユーロ（約37億5000万円）の移籍金でユヴェントスに移籍。これまで支持を集めてきたローマファンたちからは、裏切り者と言われ罵倒されるなどもあった。ユヴェントスでもレベルの高いプレーを見せ、2度のリーグ優勝に貢献した。カルチョスキャンダルにより優勝が取り消され、チームのセリエB降格が決まると、カペッロと共にレアルマドリードへと移籍することとなる。
2006年7月19日、ユヴェントスからチームメイトのDFファビオ・カンナヴァーロと共にレアル・マドリードへの移籍が発表された。しかし思うような結果を出せず、推定500万ユーロ（約7億6900万）でACミランへと移籍する事となった。しかしながら、レギュラーポジションを掴み取ることはできず、2009年4月に両者の合意の下契約を解除。同年7月にサントスFCへの加入が発表されたが、膝の怪我で殆どプレー出来ず、僅か3ヵ月で契約を解除した。2010年3月に33歳で現役を引退した。
その後、アマチュアのクラブであったが、マイアミ・デイドでもプレーしていた。

## 代表経歴
ブラジルU-20代表を経て、1997年9月10日にエクアドル戦でフル代表デビュー。1998年のワールドカップ・フランス大会のメンバー入りを果たし、2試合に起用された。 
2002年、ワールドカップ・日韓大会時にはレギュラークラスの選手であったが、直前に練習のレクリエーションでゴールキーパーを務めた際、リバウドのシュートを止めようとして肩を脱臼してしまい、本大会のメンバーから外れた。
2006年のワールドカップ・ドイツ大会のメンバーにも選出され、決勝トーナメント1回戦のガーナ戦が代表最後の試合となった。

## 代表歴

### 出場大会
- ブラジル代表
  - 1998 FIFAワールドカップ
  - 2006 FIFAワールドカップ

### 試合数
- 国際Aマッチ 73試合 6得点（1997年-2006年）[5]

| ブラジル代表 | 国際Aマッチ | 国際Aマッチ |
| 年           | 出場        | 得点        |
| ------------ | ----------- | ----------- |
| 1997         | 3           | 1           |
| 1998         | 2           | 0           |
| 1999         | 17          | 2           |
| 2000         | 8           | 2           |
| 2001         | 11          | 0           |
| 2002         | 4           | 0           |
| 2003         | 10          | 0           |
| 2004         | 0           | 0           |
| 2005         | 13          | 1           |
| 2006         | 5           | 0           |
| 通算         | 73          | 6           |